# XNU
XNU (acroniem voor X is Not Unix) is een kernel ontwikkeld door Apple. XNU is een hybride kernel die bestaat uit de Mach 3.0 microkernel en de 4.4BSD system services. Het is een opensourceproject.
De kernel werd oorspronkelijk ontwikkeld voor macOS, het besturingssysteem voor Macs. Het is later geporteerd naar een aantal ARM-platformen waaronder iOS en afgeleide platforms zoals iPadOS, watchOS en tvOS.